# Clive Ruggles
Clive L. N. Ruggles (1952) è un astronomo, archeologo e docente universitario britannico.

## Biografia
Considerato come una delle figure principali nel campo dell'archeoastronomia, è autore di numerosi volumi sull'argomento sia accademici che divulgativi. Professore di archeoastronomia alla Scuola di archeologia e storia antica dell'Università di Leicester dal 1999, quando tale cattedra venne istituita, al 2009, quando ne è diventato professore emerito, è stato anche presidente dell'ISAAC (International Society for Archaeoastronomy and Astronomy in Culture) e della Prehistoric Society (2006-2010). Nel 2011 ha curato Archaeoastronomy and ethnoastronomy: building bridges between cultures, atti del 278° simposio dell'Unione Astronomica Internazionale (Cambridge, Cambridge University Press, 2011).

## Opere principali
- Megalithic astronomy: a new archaeological and statistical study of 300 western Scottish sites, Oxford, BAR, 1984
- Astronomy and Stonehenge, Oxford, Oxford University Press, 1997
- Astronomy in prehistoric Britain and Ireland, New Haven, Yale University Press, 1999
- Ancient astronomy: an encyclopedia of cosmologies and myth, Santa Barbara, ABC-CLIO, 2005